# Tommaso Rinaldi
Tommaso Rinaldi (ur. 9 listopada 2001 w Cuneo) – włoski siatkarz, grający na pozycji przyjmującego.
Jego ojciec Pietro, również był siatkarzem. Grał na pozycji libero.

## Sukcesy klubowe
Puchar CEV:
- 2023[5]

## Sukcesy reprezentacyjne
Olimpijski festiwal młodzieży Europy:
- 2019

Mistrzostwa Świata Kadetów:
- 2019[6]

Mistrzostwa Europy Juniorów:
- 2020

Mistrzostwa Świata Juniorów:
- 2021

Mistrzostwa Europy U-22:
- 2022[7]

Mistrzostwa Europy:
- 2023[8]

## Nagrody indywidualne
- 2019: MVP i najlepszy przyjmujący Mistrzostw Świata Kadetów
- 2020: Najlepszy przyjmujący Mistrzostw Europy Juniorów
- 2021: Najlepszy przyjmujący Mistrzostw Świata Juniorów
- 2022: Najlepszy przyjmujący Mistrzostw Europy U-22[9]